# Rizal Park

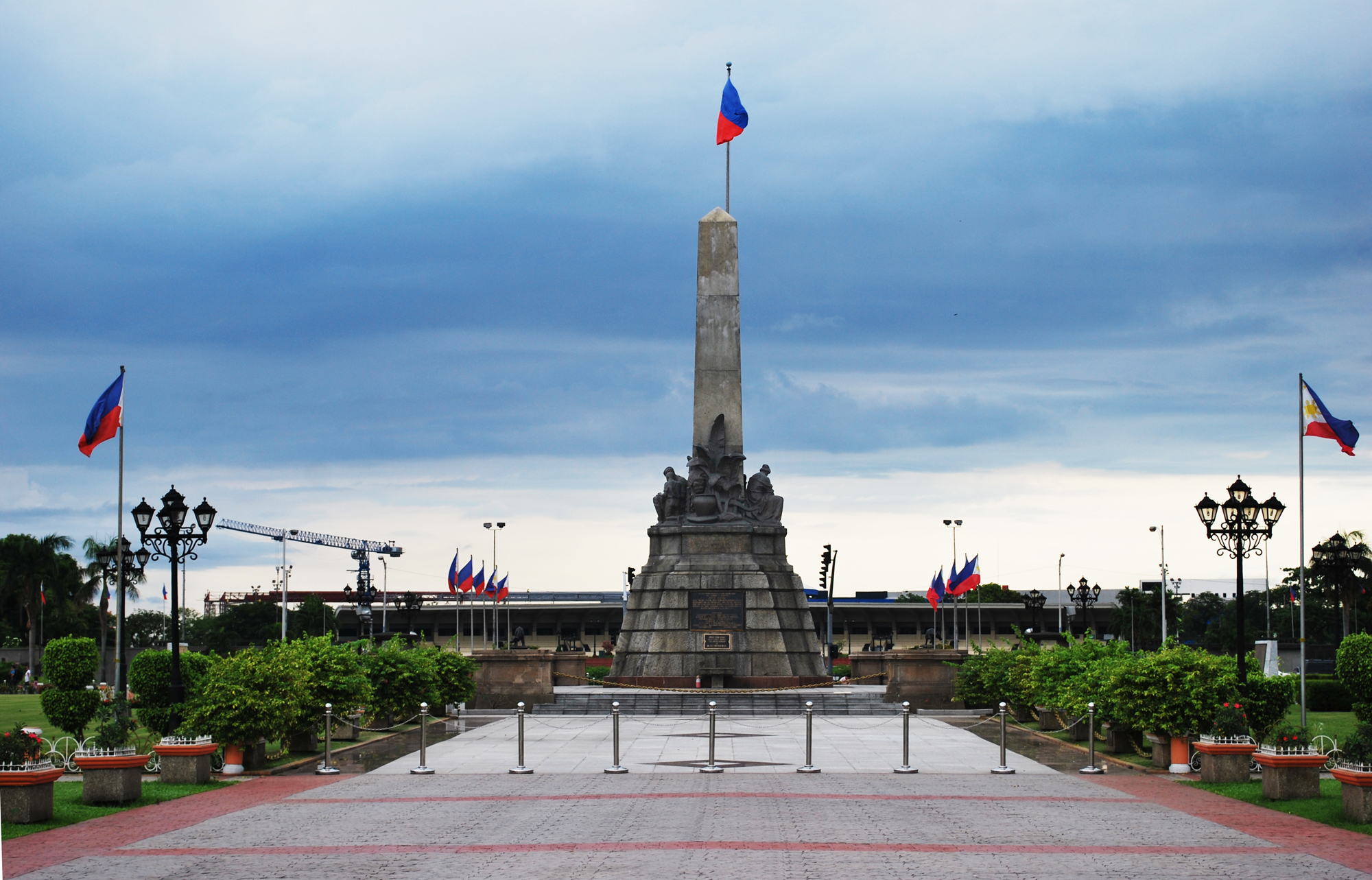
Rizal Park met het nationaal monument voor Rizal en Quirino Grandstand op de achtergrond

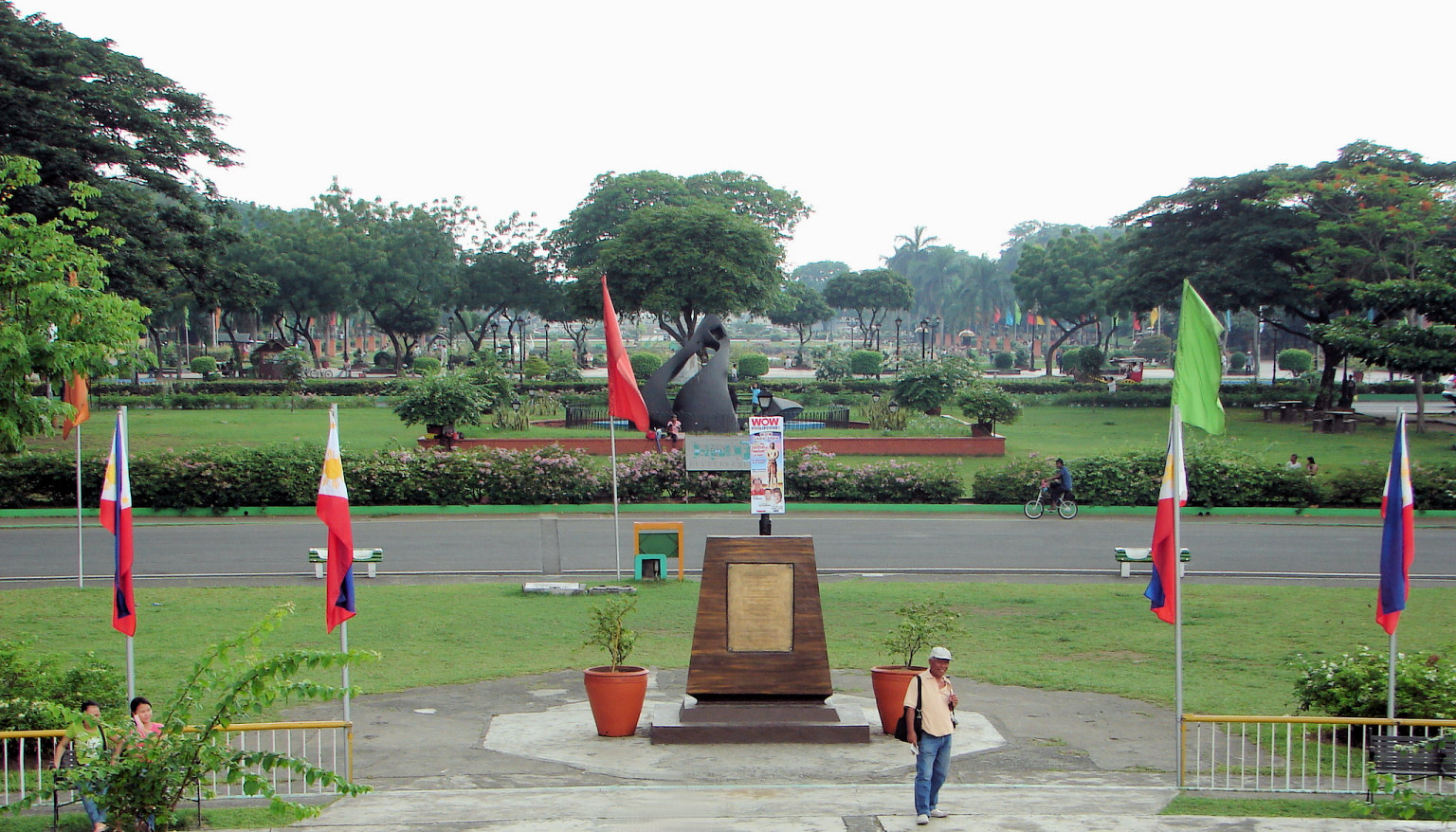
Overzicht over Rizal Park

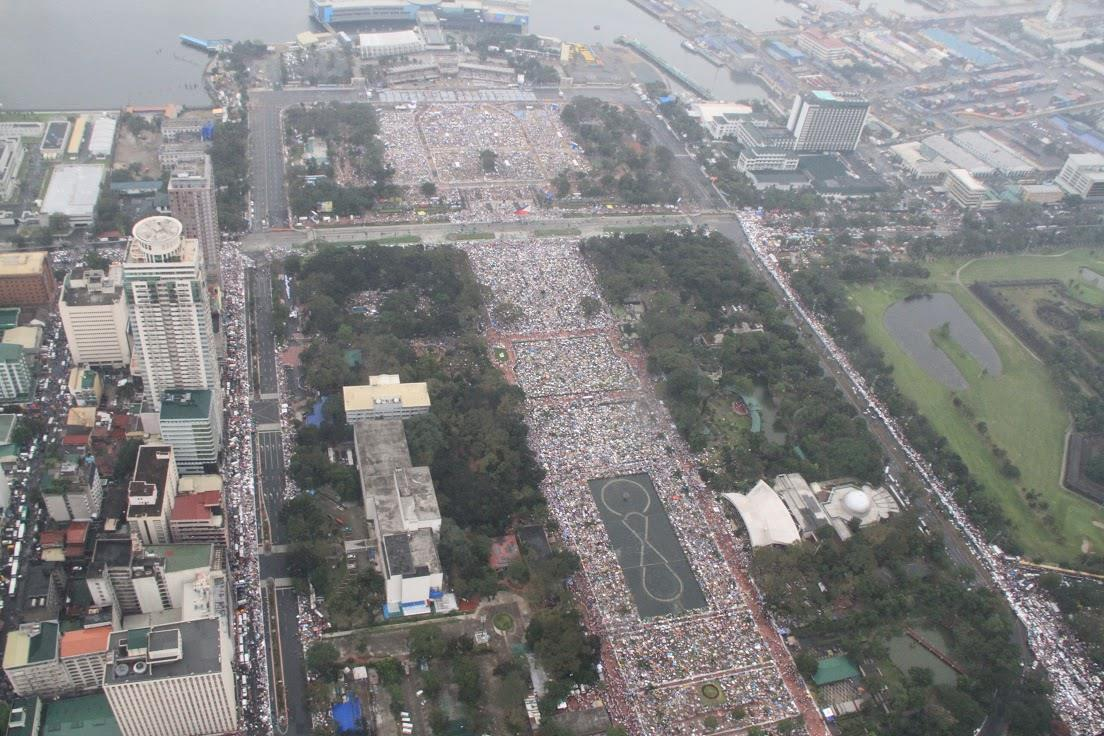
Tijdens het bezoek van paus Franciscus in 2015

Rizal Park (ook wel Luneta Park of kortweg Luneta) is een park in Manilla, de hoofdstad van de Filipijnen. Het park is gesitueerd aan het noordelijke uiteinde van Roxas Boulevard. In de Spaanse koloniale tijd stond het park bekend als Bagumbayan. Weer later als Luneta. Het park staat bekend vanwege het feit dat dit de locatie was waar de nationale held van de Filipijnen, José Rizal, werd geëxecuteerd op 30 december 1896. Uit eerbetoon is het park naar hem genoemd. Het monument dat in zijn herinnering is opgericht, dient tevens als de officiële oorsprong waarvandaan alle afstanden naar andere plaatsen en steden in het land gemeten worden.

## Evenementen en gebeurtenissen
Op 18 januari 2015 werd hier de afsluitende mis van een bezoek van paus Franciscus aan de Filipijnen georganiseerd. Ondanks de stromende regen en stormachtige wind waren er zes miljoen mensen aanwezig. Daarmee werd deze mis de grootste katholieke mis ooit, groter nog dan de vorige recordmis van paus Johannes Paulus II ter gelegenheid van de wereldjongerendagen in hetzelfde park in 1995, die werd bezocht door vier tot vijf miljoen mensen.